# Ptilinopus
Genre
Ptilinopus est un genre comprenant 53 espèces de ptilopes, oiseaux de la famille des Columbidae.

## Systématique
Ce groupe rassemble les anciens genres Leucotreron et Megalopreria. Comportant un grand nombre d'espèces (certaines regroupées en super-espèces), il est subdivisé en sous-genres.

## Distribution
L'aire de distribution de ce genre diversifié se situe dans et autour de l'île de la Nouvelle-Guinée, aux Philippines et dans la région biogéographique de Wallacea. Quelques espèces ont migré aussi loin à l'ouest que les îles de la Sonde, d'autres au nord à Taïwan, au sud en Australie et à l'est en Polynésie.

## Liste des espèces
Selon la classification de référence du Congrès ornithologique international (version 15.1, 2025) :
- Ptilinopus cinctus – Ptilope à ceinture
- Ptilinopus alligator – Ptilope de l'Alligator
- Ptilinopus dohertyi – Ptilope de Sumba
- Ptilinopus porphyreus – Ptilope porphyre
- Ptilinopus marchei – Ptilope de Marche
- Ptilinopus merrilli – Ptilope de Merrill
- Ptilinopus occipitalis – Ptilope batilde
- Ptilinopus fischeri – Ptilope de Fischer
- Ptilinopus jambu – Ptilope jambou
- Ptilinopus subgularis – Ptliope des Banggai
- Ptilinopus gularis – Ptilope à mentonnière
- Ptilinopus mangoliensis – Ptilope des Sula
- Ptilinopus leclancheri – Ptilope de Leclancher
- Ptilinopus bernsteinii – Ptilope à poitrine écarlate
- Ptilinopus magnificus – Ptilope magnifique
- Ptilinopus perlatus – Ptilope perlé
- Ptilinopus ornatus – Ptilope orné
- Ptilinopus tannensis – Ptilope de Tanna
- Ptilinopus aurantiifrons – Ptilope à front d'or
- Ptilinopus wallacii – Ptilope de Wallace
- Ptilinopus superbus – Ptilope superbe
- Ptilinopus perousii – Ptilope de La Pérouse
- Ptilinopus porphyraceus – Ptilope de Clémentine
- Ptilinopus ponapensis – Ptilope de Ponapé
- Ptilinopus hernsheimi – Ptilope de Kosrae
- Ptilinopus pelewensis – Ptilope des Palau
- Ptilinopus rarotongensis – Ptilope de Rarotonga
- Ptilinopus roseicapilla – Ptilope des Mariannes
- Ptilinopus regina – Ptilope à diadème
- Ptilinopus richardsii – Ptilope de Richards
- Ptilinopus chrysogaster – Ptilope de Raiatea
- Ptilinopus purpuratus – Ptilope de la Société
- Ptilinopus chalcurus – Ptilope de Makatéa
- Ptilinopus coralensis – Ptilope des Tuamotu
- Ptilinopus greyi – Ptilope de Grey
- Ptilinopus huttoni – Ptilope de Hutton
- Ptilinopus dupetithouarsii – Ptilope de Dupetit Thouars
- †Ptilinopus mercierii – Ptilope de Mercier
- Ptilinopus insularis – Ptilope de Henderson
- Ptilinopus coronulatus – Ptilope à couronne lilas
- Ptilinopus pulchellus – Ptilope mignon
- Ptilinopus monacha – Ptilope moine
- Ptilinopus rivoli – Ptilope de Rivoli
- Ptilinopus speciosus – Ptilope de Geelvink
- Ptilinopus solomonensis – Ptilope des Salomon
- Ptilinopus viridis – Ptilope turvert
- Ptilinopus eugeniae – Ptilope d'Eugénie
- Ptilinopus iozonus – Ptilope à ventre orange
- Ptilinopus insolitus – Ptilope casqué
- Ptilinopus hyogastrus – Ptilope hyogastre
- Ptilinopus granulifrons – Ptilope caronculé
- Ptilinopus melanospilus – Ptilope turgris
- Ptilinopus nainus – Ptilope nain
- Ptilinopus arcanus – Ptilope de Ripley
- Ptilinopus victor – Ptilope orange
- Ptilinopus luteovirens – Ptilope jaune
- Ptilinopus layardi – Ptilope de Layard

Parmi celles-ci, une espèce éteinte :
- †Ptilinopus mercierii – Ptilope de Mercier

### Source
- (en) Cet article est partiellement ou en totalité issu de l’article de Wikipédia en anglais intitulé « Fruit dove » (voir la liste des auteurs).